# Pica Burbón
Pica Burbón es un vértice geodésico situado en la parte más destacada del monte «La Pica», en el municipio cántabro de Valdáliga (España). Marca una altitud de 395,40 m s. n. m. en la base del pilar. Se puede acceder desde Labarces, saliendo por la carretera en dirección a Bielva (Herrerías. A un kilómetro y cien metros se toma un camino a la derecha.